# Vojkovice (district de Mělník)
Pour les articles homonymes, voir Vojkovice.
Vojkovice (en allemand : Wojkowitz) est une commune du district de Mělník, dans la région de Bohême-Centrale, en Tchéquie. Sa population s'élevait à 822 habitants en 2020.

## Géographie
Vojkovice se trouve sur la rive droite de la Vltava, à 7,5 km au nord-est de Kralupy nad Vltavou, à 9 km au sud-sud-ouest de Mělník et à 23 km au nord-nord-est du centre de Prague.
La commune est limitée par la Vltava et les communes de Vraňany et Lužec nad Vltavou au nord, par Zálezlice et Hostín u Vojkovic à l'est, par Dřínov et Zlosyň au sud, et par Všestudy à l'ouest.

## Histoire
La première mention écrite de la localité date de 1088.

## Administration
La commune se compose de quatre quartiers :
- Vojkovice
- Bukol
- Dědibaby
- Křivousy

## Transports
Par la route, Vojkovice se trouve à 10 km de Kralupy nad Vltavou, à 18 km de Mělník et à 23,5 km du centre de Prague.